# Heineken Open 2013
Heineken Open 2013 — тенісний турнір, що проходив на кортах з твердим покриттям у місті Окленд (Нова Зеландія), Нова Зеландія з 7 січня. Належав до категорії ATP World Tour 250, був турніром серії ATP Auckland Open 2013 року.

## Фінальна частина

### Одиночний розряд
Давид Феррер —  Філіпп Кольшрайбер 7–6(7–5), 6–1

### Парний розряд
Колін Флемінг /  Бруно Соарес —  Юган Брунстрем /  Фредерік Нільсен 7–6(7–1), 7–6(7–2)